# Moskowskije Worota
Moskowskije Worota (ros. Моско́вские воро́та) – trzynasta stacja linii Moskiewsko-Piotrogrodzkiej, znajdującego się w Petersburgu systemu metra.

## Charakterystyka
Stacja Moskowskije Worota została dopuszczona do ruchu pasażerskiego 29 kwietnia 1961 roku i jest ona przykładem stacji wzniesionej w typie pylonowym. Autorami projektu architektonicznego obecnej postaci stacji są: W. A. Pietrow (В. А. Петров), K. M. Mitrofanow (К. М. Митрофанов), A. I. Gorickij (А. И. Горицкий), a także A. K. Andriejew (А. К. Андреев), A. M. Sokołow (А. М. Соколов), W. W. Kudriawcew (В. В. Кудрявцев) i W. I. Akatow (В. И. Акатов). Nazwa pochodzi od Moskiewskiego Łuku Triumfalnego (wrót), znajdującego się nieopodal. Łuk został zburzony w 1936 roku, ale odbudowano go w 1961 roku, wraz z otwarciem noszącej jego nazwę stacji. Jest ona położona jest przy prospekcie Moskiewskim, jednej z ważniejszej arterii komunikacyjnej w tej części miasta. Wejście do stacji umieszczone zostało w budynku Petersburskiego Uniwersytetu Inżynieryjno-Ekonomicznego. 

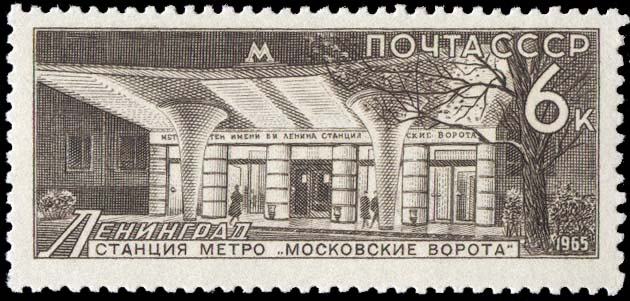
Wejście do stacji na znaczku pocztowym z 1961 roku.

Centralną halę Moskowskich Worot ozdabia rzeźba o militarnej ornamentyce, składająca się m.in. z różnych rodzajów broni. Jest to kopia elementów użytych do dekoracji pobliskiego Moskiewskiego Łuku Triumfalnego. Ściany przy torach są wyłożone płytkami w kolorze bieli, podobna barwa dominuje także na półokrągłym sklepieniu, przez którego środek biegnie rząd lamp. Pylony wyłożone zostały marmurem o zabarwieniu czerwonym i brązowych, przecinają je poziome pasy wykonane z aluminium. Posadzki wykonane zostały z jasnych płyt marmurowych, oddzielanych od siebie szarymi pasami.
Moskowskije Worota położone są na głębokości 35 metrów. Wejście do stacji znalazło się na znaczku wyemitowanym przez Pocztę Związku Radzieckiego w 1965 roku o numerze 3281. Ruch pociągów odbywa się tutaj od godziny 5:43 do godziny 0:33 i w tym czasie jest ona dostępna dla pasażerów.